# Influência social normativa
A influência social normativa é um tipo de influência social que leva à conformidade. É definido na psicologia social como “...a influência de outras pessoas que nos leva a nos conformar para sermos queridos e aceitos por elas”.  O poder da influência social normativa decorre da identidade humana como ser social, com necessidade de companheirismo e associação.
A influência social normativa envolve uma mudança de comportamento considerada necessária para se enquadrar em um determinado grupo. A necessidade de um relacionamento positivo com as pessoas ao nosso redor nos leva ao conformismo. Este fato muitas vezes leva as pessoas a demonstrarem conformidade pública – mas não necessariamente aceitação privada – das normas sociais do grupo, a fim de serem aceites pelo grupo. As normas sociais referem-se às regras não escritas que governam o comportamento social. Esses são padrões habituais de comportamento amplamente compartilhados pelos membros de uma cultura.
Em muitos casos, a influência social normativa serve para promover a coesão social. Quando a maioria dos membros do grupo obedece às normas sociais, o grupo geralmente se torna mais estável. Esta estabilidade traduz-se em coesão social, que permite aos membros do grupo trabalharem juntos em prol de um entendimento comum, ou “bem”, mas também tem o impacto não intencional de tornar os membros do grupo menos individualistas.

## Pesquisa

### Pesquisa clássica
Em 1955, Solomon Asch conduziu seus experimentos clássicos de conformidade na tentativa de descobrir se as pessoas ainda se conformam quando a resposta certa é óbvia. Especificamente, ele pediu aos participantes de seu experimento que julgassem a semelhança das linhas, uma tarefa fácil por padrões objetivos. Usando cúmplices da trama, também conhecidos como confederados, Asch criou a ilusão de que um grupo inteiro de participantes acreditava em algo que era claramente falso (isto é, que linhas diferentes eram na verdade semelhantes). Nesta situação, os participantes conformaram-se mais de 36% das vezes em testes onde os confederados deram respostas flagrantemente falsas. Quando solicitados a fazer julgamentos em particular, os participantes deram a resposta certa em mais de 99% das vezes. Os resultados de Asch não podem ser explicados pela influência social informativa, porque neste caso a tarefa foi fácil e a resposta correta era óbvia. Assim, os participantes não estavam necessariamente olhando para os outros para descobrir a resposta certa, como prevê a influência social informacional. Em vez disso, buscavam aceitação e evitavam a desaprovação. Entrevistas de acompanhamento com participantes dos estudos originais de Asch confirmaram isso. Quando os participantes foram questionados sobre por que concordavam, muitos forneceram outras razões além da necessidade de precisão.

### Pesquisa atual
Numa pesquisa mais atual, Schultz (1999) descobriu que os agregados familiares que receberam mensagens mais normativas descrevendo a frequência e a quantidade de reciclagem semanal começaram a ter um impacto direto tanto na frequência como na quantidade de reciclagem nas calçadas dos agregados familiares. A mudança repentina deveu-se ao fato de os hábitos de reciclagem dos “outros vizinhos” terem tido um efeito normativo direto sobre o agregado familiar para alterar os seus comportamentos de reciclagem. Resultados semelhantes foram evidentes noutro estudo em que os investigadores conseguiram aumentar a conservação de energia doméstica através da utilização de mensagens normativas. Os participantes neste estudo de conservação não acreditavam que tais mensagens normativas pudessem influenciar o seu comportamento; atribuíram os seus esforços de conservação a preocupações ambientais ou necessidades de responsabilidade social. Assim, a influência social normativa pode ser um motivador de comportamento muito poderoso, embora inconsciente.

### Consequências
Por último, diversos estudos ilustraram as consequências do desvio da influência de um grupo. Num estudo realizado por Schachter (1951), os participantes foram colocados em grupos e solicitados a discutir o que fazer com um delinquente juvenil sobre o qual tinham lido. Um “desviante” foi instruído pelo experimentador a tomar uma posição fortemente oposta à do resto do grupo e a manter esta posição no meio de quaisquer argumentos de outros membros. Após a conclusão das discussões, os participantes optaram por rejeitar ao máximo esse desviante, considerando-o o menos desejável dos membros, e relegando-o às tarefas menos importantes. Um trabalho recente de Berns et al. (2005) examinou os efeitos fisiológicos do desvio usando fMRI para escanear os cérebros dos participantes enquanto eles completavam uma tarefa de rotação de objetos com outros “participantes”, que na verdade eram cúmplices. Os pesquisadores estavam interessados em examinar a atividade cerebral dos participantes quando eles estavam sob pressão para se conformarem a uma maioria de grupo incorreta. A região da amígdala (que está associada às emoções negativas) foi ativada quando os participantes procuraram romper com a influência da maioria; fornecendo apoio para o ponto de que resistir à influência social normativa pode muitas vezes levar a consequências emocionais negativas para os indivíduos.

## Fatores de influência

### Teoria do impacto social
A teoria do impacto social de Latane postula que três fatores influenciam até que ponto nos conformamos com as normas do grupo: importância pessoal, imediatismo e tamanho. À medida que o grupo se torna mais importante para uma pessoa, fisicamente mais próximo dela e maior em número, a Teoria do Impacto Social prevê que a conformidade com as normas do grupo aumentará. No entanto, o tamanho do grupo só afeta a conformidade até certo ponto – à medida que um grupo se expande para além de 3 a 5 membros, o efeito estabiliza.

### Unanimidade
Quando um grupo é unânime no apoio a uma norma, o indivíduo sente maior pressão para seguir o exemplo. Contudo, mesmo uma pequena quebra na unanimidade pode levar a uma diminuição do poder dessa influência normativa. No estudo de Asch, mesmo quando um outro confederado discordava da maioria e dava a resposta correta, o participante respondia incorretamente em menos tentativas (cerca de um quarto a menos). Além disso, os participantes experimentaram emoções positivas em relação a tais dissidentes. Uma redução semelhante na conformidade ocorreu mesmo quando o confederado dissidente forneceu uma resposta que era falsa (mas ainda diferente da da maioria).
Em algumas versões do experimento, Asch fez com que confederados dissidentes eventualmente voltassem à opinião da maioria após vários julgamentos; quando isso ocorria, os participantes sofriam maior pressão da influência normativa e conformavam-se como se nunca tivessem tido o dissidente ao seu lado. No entanto, quando as condições foram alteradas e o confederado dissidente deixou a sala após várias tentativas, os participantes não experimentaram uma pressão semelhante para se conformarem como sentiram quando o confederado voltou a juntar-se à maioria – eles cometeram menos erros do que na condição em que o confederado juntou-se aos outros.

### Privado x público
A pressão para ceder à influência normativa aumenta para ações realizadas em público, enquanto esta pressão diminui para ações realizadas em privado. Numa outra variação do estudo de Asch, os investigadores permitiram que o participante escrevesse a sua resposta em privado depois de todos os confederados terem declarado publicamente as suas respostas; essa variação reduziu o nível de conformidade entre os participantes. Além disso, a condição de controle do estudo de Asch revelou que os participantes eram quase perfeitamente precisos quando respondiam de forma independente.

### Influência minoritária
É possível que uma minoria vocal possa conter a influência normativa de uma grande maioria. Nas versões do estudo de Asch em que um dissidente foi inserido no grupo (ver seção Unanimidade), a sua presença como membro minoritário deu ao participante a confiança necessária para exercer mais a sua independência. No entanto, assim que o dissidente hesitou sobre as suas opiniões e voltou a juntar-se à maioria, a conformidade dos participantes aumentou. Assim, uma minoria deve defender consistentemente as suas crenças para ser eficaz.
Além disso, existem outros fatores que aumentam o poder da minoria: quando a maioria é forçada a pensar sobre as crenças e perspectivas da minoria, quando a maioria e a minoria são semelhantes entre si, e quando a minoria demonstra alguma vontade de comprometer e ser flexível, embora haja debate sobre até que ponto a consistência e o compromisso devem ser equilibrados.
Acontece frequentemente que, enquanto uma maioria influencia o cumprimento público de uma norma, uma minoria pode gerar a aceitação privada de uma nova norma, tendo como resultado muitas vezes a conversão (aceitação pública e privada de uma norma).

### Diferenças culturais
Há uma distinção entre culturas individualistas (por exemplo, Estados Unidos) e coletivistas (por exemplo, Japão). Embora alguns prevejam que as culturas coletivistas exibiriam uma conformidade mais forte sob influência social normativa, este não é necessariamente o caso – a identidade do grupo atua como um moderador potencial. Como os coletivistas enfatizam a importância dos membros do grupo (por exemplo, família e amigos), a pressão normativa dos grupos pode levar a uma maior conformidade do que as pressões de estranhos.

### Diferenças de gênero
Há muitos que se perguntam se existe uma disparidade de gênero na conformidade sob influência normativa, com as mulheres possivelmente a conformarem-se mais do que os homens. Uma meta-análise realizada por Eagly e Carli (1981) mostra que esta lacuna é pequena e impulsionada por situações públicas versus privadas. As mulheres conformam-se (ligeiramente) mais sob a influência normativa do que os homens quando em situações públicas, em oposição às privadas. Eagly e Carli descobriram que os investigados do sexo masculino relataram níveis mais elevados de conformidade entre as participantes do sexo feminino do que as investigadas; os autores especulam que cada gênero poderia ser implicitamente tendencioso no sentido de se retratar de uma forma positiva, levando assim a ações (por exemplo, a criação de condições experimentais sob as quais homens ou mulheres possam sentir-se mais confortáveis) que possam favorecer um gênero em detrimento do outro.

## Exemplos
As escolhas de moda são frequentemente impactadas pela influência social normativa. Para se sentirem aceitos por um determinado público, homens e mulheres geralmente se vestem de maneira semelhante aos indivíduos desse grupo. A conformidade da moda promove a coesão social dentro do grupo e pode ser resultado de motivações conscientes e inconscientes.
Semelhante à conformidade com a moda, as visões masculina e feminina da imagem corporal ideal são frequentemente afetadas pela influência social normativa. A mídia social e o marketing ajudam a retratar o que é comumente considerado pelas massas a visão atual da atratividade física. À medida que cada geração define a figura feminina ideal, as mulheres sentem a pressão de se conformarem para evitar a desaprovação dos outros. Da mesma forma, à medida que a sociedade continua a definir o tipo de corpo masculino ideal como musculoso e em forma, os homens também ficam sob pressão para se conformarem, o que muitas vezes leva a mudanças nos hábitos alimentares para alcançar esse ideal.